# 范景翔
范景翔（1979年10月23日—），臺灣男藝人、公益音樂人；《FANTREND有範隨行》公益欄目主持人、關注全球慢性疲勞症候群的“ME/CFS城市慢生活公益項目”創始人及世界公益組織Millions Missing代表；代表作品有由華納音樂發行《在你身旁》、《一起飛》、《快樂天堂》等公益作品。

## 個人經歷

### 2018年
2018年6月22日， 范景翔出席中國首屆“浪花治癒節展覽”活動，與超模高小璐拍攝主題為《獨處》的療愈時尚大片。
2018年10月20日，范景翔出席《2019SS上海時裝周》ROOM29秀場活動，分享以《夢Dream》關注綠色環保時裝意識、“斷舍離”思想、以及如何在當下社會借由“趨勢公益”行動公益。
2018年10月23日，華納音樂於上海發行“范景翔正能量音樂《在你身旁》真愛演唱版”，希望借由音樂力量關注全球慢性疲勞症候群。。
2018年11月19日，范景翔攜手BERNINI南京德基廣場發佈舉行《南京慢生活—明星時裝公益沙龍》。

### 2019年
2019年1月29日，范景翔向媒體公佈將於近日發行2019公益歌曲《一起飛》。
2019年5月12日，“2019范景翔與好朋友公益音樂會”在上海梅賽德斯賓士文化中心音樂俱樂部舉行。
2019年9月2日，范景翔受邀出席新女性社群“N elite薈”，分享《明星生活穿搭術》，宣導“新女性正能量”意識；並邀約范景翔、中國女性人文攝影師代表師迦楠於上海PRIMO1拍攝《新女性生活》專題，推動女性人文建設、公益項目。
2019年9月12日，范景翔應公益好友法國卡慕CAMUS、十本顧問創始人ANNIE YANG之邀宣導“香氣慢生活”，以世界城市“香氣公益大使”身份，在上海外灘BAR ROUGE傳遞“健康生活香氣之美”。
2019年11月11日，公益音樂人范景翔，全新公益專輯“LOVE MUSIC《2019快樂天堂》”于國際盲人節正式發佈，致敬關懷“全球盲人與視力障礙群體”宣揚真善美誠並於11月11日宣導全心意識“一心一益一言一行”正式發行。
2019年12月2日， 2019魔都國際創意節於日前在上海正式發佈，公益音樂人范景翔受邀以“雙生”概念呈現二項公益作品包括展示LOVE MUSIC《快樂天堂》公益專輯展覽，出席世界人物論壇分享《創意生命+趨勢公益》。
2019年12月15日，2019歲末之際，公益音樂人范景翔公益新專輯“LOVE MUSIC《快樂天堂》”跨界多項藝術專案，獲得國際藝術媒體報導為“中國公益之聲代表”即受公益之友楊甯Annie Yang、簡毓佑Yuyu等之邀出席綜合藝術形態、電子音樂的“《太初有舞》多維藝術展覽”並於藝倉美術館實驗室發佈。
2019年12月21日，公益音樂人范景翔首度將“趨勢公益”三項作品：LOVE MUSIC《快樂天堂》、ME/CFS城市慢生活，攜手藝術家羅葦、BOSE中國打造——“2020 克裡斯托。羅葦x范景翔《星光之旅》限定版世界巡迴展覽”，以 “多維跨界藝術”融入其中，傳遞正能量精神。該展覽作品21日在上海寶龍藝術中心正式發佈。
2019年12月31日，公益音樂人范景翔與健康公益之友―hlk餓龍廚房日前在上海舉辦“《在益起》慈善早午餐”，與志願者等一眾好友共聚分享生命，感謝2019年所有的遇見並祝福2020年的美好。此次發佈還攜手三聯書店所發行的文學作品《一千次感謝》融合BOSE中國共同宣導“慢下來用心聽”，將人本、音樂、試聽、文學、飲食文化多維公益現代城市，關懷“ME/CFS慢性疲勞”。

### 2020年
2020年1月19日，公益音樂人范景翔繼前往與華東理工大學—華理喵屋貓窩創意活動後，發起“2020中國年公益”帶領學生呂文彬攜手明星好朋友陳明真、梁雁翎、田家達、鄭雙雙、杜奕衡、製作人楊鈞堯等投身公益，關愛“城市流浪貓”並正式發佈“隱秘王國—明星愛貓十大小秘方”。本次發佈“愛貓小秘方”秉承支持科學理性救助，助力公益組織平臺為使命並開展“城市溫心公益意識”活動，讓流浪貓都能獲得安全、溫暖與尊重。
2020年2月14日，公益音樂人范景翔攜手城市創作人學生呂文彬錄製發佈“呂有範《愛語錄》短視頻欄目情人節特輯”，兩人還受邀參與“Balenciaga與世界糧食計畫署世界公益項目”以愛之名傳遞世界城市“真愛無饑”。
2020年2月29日，新冠肺炎疫情期間，受英國Charo Technology之邀，范景翔攜流行女唱作人鄭雙雙、城市創作人呂文彬擔任中國公益大使，與英國埃爾薇、浙江微笑明天慈善基金會共同舉辦“愛有薇光 戰疫情護母嬰公益行動”，幫助湖北孕產媽媽抗擊疫情，守護特殊時期的母嬰安全與健康，關懷前線孕產母親及城市女性，讓微光成炬為疫情點亮光明，以愛之名溫暖城市。
2020年3月29日，華納公益音樂人范景翔、城市創作人呂文彬這對“中國首組公益明星師徒組合”帥氣現身上海，應中國後現代時裝設計師代表黃俊勳HUGO的邀請，出席世界公益之友品牌“上海時裝周雲上首秀”並首發——2020年時裝趨勢公益直播。
2020年4月9日，范景翔呂文彬《蘋果樹下的下午茶》“全球文學公益直播”致敬ME/CFS慢性疲勞。5月12日全球ME/CFS慢性疲勞關懷日前夕“中國公益明星師徒SOUL MATES團體組合”華納公益音樂人范景翔，城市創作人呂文彬攜手三聯書店正式發佈“LOVE《愛語錄》明星讀書會”並於―上海三聯書店首度以全球多平臺直播正式發佈。
2020年4月16日，范景翔呂文彬《愛語錄》攜手上海三聯書店 致敬ME/CFS慢性疲勞。5月12日全球ME/CFS慢性疲勞關懷日前夕，華納公益音樂人范景翔，城市創作人呂文彬攜手三聯書店正式發佈“LOVE《愛語錄》明星讀書會”並於上海三聯書店首度以全球多平臺直播正式發佈。
2020年4月20日，范景翔“全球文學慈善直播”呂文彬擔任“世界公益大使”致敬ME/CFS慢性疲勞。5月12日全球ME/CFS慢性疲勞關懷日前夕“中國公益明星師徒SOUL MATES團體組合”華納公益音樂人范景翔，城市創作人呂文彬攜手三聯書店正式發佈“LOVE《愛語錄》明星讀書會”並於上海三聯書店READWAY首度以全球多平臺直播正式發佈。
2020年5月7日，母親節前夕，范禾文化旗下“中國首組公益明星師徒團體”公益音樂人范景翔、城市創作人呂文彬受世界之友邀約以愛之名出席―2020玩色假期明星之履。回應陳坤“行走的力量” 攜手呂文彬詮釋“真愛鞋履”致敬世界女性。
2020年5月20日 ，范禾文化旗下“中國首組SOUL MATES公益師徒組合”公益音樂人范景翔，城市創作人呂文彬正於“LYU+FAN呂有範《愛語錄》同名專輯”作品製作期並攜手快手、Sina等平臺正式發佈。
2020年5月31日， 六一兒童節前夕，范景翔、呂文彬持續將音樂、影像等作品延伸多維面向，並正式加入快手發佈短視頻作品《排憂解難辦公室》，溫暖城市、公益人心。

## 演出活動

### 2018年

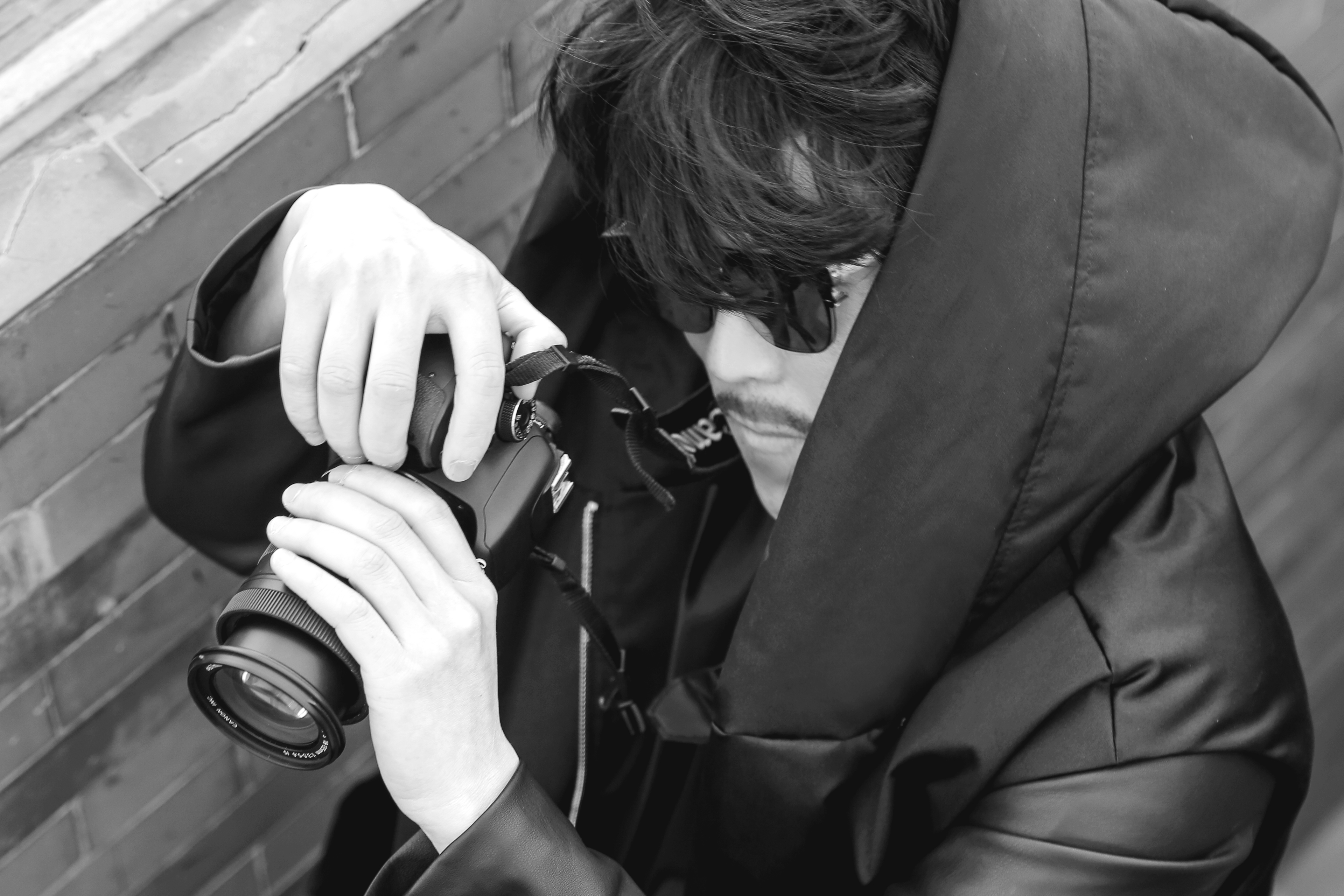
范景翔演出照片

2018年1月3日，范景翔在臺灣公開演唱《在你身旁》推廣城市公益，並向媒體透露自己將離開臺北前往大理參與公益項目，繼續投身公益活動。
2018年5月12日，《ME/CFS城市慢生活——范景翔與好朋友》全球明星公益晚會在上海梅賽德斯音樂俱樂部舉行發佈，范景翔與林逸欣合唱經典真愛歌曲《製造浪漫》。
2018年12月2日，范景翔作為喜來登酒店的公益大使，攜上海崇明由由喜來登酒店發佈“崇明慢生活2018公益聖誕”，現場特別演唱了公益歌曲《在你身旁》。

### 2019年
2019年1月21日，范景翔出席“關注上海高架貓，請流浪動物吃年夜飯—公益活動”，現場演唱華納音樂發行的2019公益單曲《一起飛》。
2019年6月5日，范景翔受曠音文化之邀出席“由心出發， 致敬黃家駒演唱會”，與無限樂團同台演唱《一起飛》致敬黃家駒
2019年6月23日，范景翔、上海外灘英迪格酒店共同發佈“幸福露臺早午餐”，首唱《恰似你的溫柔》傳遞正能量。
2019年7月6日，范景翔攜手音樂人戚功耀為城市人民愛心獻唱，演繹《在你身旁》、《恰似你的溫柔》等音樂作品，傳達“LOVE IN CITY愛在城市”的公益意識。
2019年8月1日，范景翔受邀與國際音樂家朗朗、順子等共同擔任中國《青春之光成長計畫》公益專案明星導師，以歌曲《快樂天堂》為課程主題授課傳遞學童“愛與希望”。
2019年8月24日，范景翔受邀出席第22屆亞洲寵物展，並擔任公益大使宣導“真愛珍愛”意識，現場演唱《一起飛》、《在你身旁》、《快樂天堂》等正能量音樂，讓“珍愛”思想由“第22屆亞洲寵物展”出發傳遞給更多人。
2019年11月17日，華納公益音樂人范景翔於《快樂天堂》公益專輯宣傳期間，受好友——音樂人代表梁竹、曠音文化王礫鵬之邀出席于上海梅賽德斯賓士文化中心舉行的致敬鄧麗君演唱會”，擔任節目主持並演唱真愛歌曲《甜蜜蜜》、拍攝公益專輯致敬鄧麗君，普及她的新女性思想，傳遞城市溫柔意識，建設女性人文文化，獲得廣泛關注。

## 公益項目
2017年11月29日，范景翔在海南發起《ME/CFS城市慢生活》活動，關注城市人群中的慢性疲勞症候群，並攜手超模周佳歡在三亞拍攝公益影片。
2018年2月2日，楊鈞堯、沈懿波為范景翔製作了《ME/CFS城市慢生活》EP專輯，並宣佈於5月12日在上海梅賽德斯音樂俱樂部舉辦的公益晚會上發佈。
2019年1月20日，范景翔攜眾星為“ME/CFS慢性疲勞與城市慢生活”月臺。
2019年3月12日，范景翔創始發起的“ME/CFS城市慢生活”公益項目正式立項於“陸家嘴社區公益基金會”。
2019年4月26日，范景翔攜手好朋友田家達、恩師楊鈞堯、協信家在上海舉辦 “城市慢生活慢享會”。
2019年4月29日，范景翔作為“ME/CFS城市慢生活”公益專案創始人，攜手BOSE中國宣導“慢下來，好好聽”，推廣“關懷ME/CFS慢性疲勞。
2020年3月30日，華納公益音樂人范景翔，城市創作人呂文彬拍攝2020年《守護》公益大片，由時裝元素、特性機能打造ME/CFS城市慢生活全球公益項目，大片中呂文彬飾演“守護者”不離不棄守護恩師範景翔，兩人並以此意識傳達對“全球慢性疲勞患者”的關愛守護，並以此精神致敬5月12日“全球慢性疲勞關懷日”獲得國際公益組織―MILLIONS MISSING等多方認可支援。
2020年6月22日，上海夜生活节期间，范景翔受上海三联书店之邀创作多维艺术作品“《家》公益专辑”，表述对家的情感并传达“父子之情”。
2020年6月29日，范景翔于ME/CFS城市慢生活全球社区巡回分享会期间，受公益新女性代表陈凯西、珠珠、HEILIE之邀于上海出席“BLANC SPACE花园复古集市”公益项目，关怀城市慢性疲劳，倡导城市慢生活健康意识。

## 主持作品
2018年2月8日，范景翔邀約金曲歌後順子在《FANTREND有范隨行》明星訪談單元分享女性意識、正能量思想、“關懷慢性疲勞”消除疲勞的明星秘技貼士。

## 電影作品
2020年3月30日，華納公益音樂人范景翔，城市創作人呂文彬正於世界行為藝術微電影作品《思念頻率》製作期間獲丹麥公益藝術家HELLE RASMUSSEN提名評選為“中國首組公益明星師徒組合團體”應中國後現代時裝設計師代表人黃俊勳HUGO之邀出席世界公益之友“TRICKCOO上海時裝周雲上首秀”並首發―2020年時裝趨勢公益直播。
2020年4月3日，范景翔呂文彬《思念頻率》致敬清明 繼李宇春、劉亦菲後SOUL MATES公益明星。2020清明節前夕，范禾文化旗下華納公益音樂人范景翔，城市創作人呂文彬“以愛之名”以行為藝術影像微電影作品《思念頻率》原創精神，慎終追遠緬懷致敬民族先人，宣揚中華文化。兩人並獲得丹麥藝術家HELLE RASMUSSEN譽為: 靈魂伴侶SOUL MATES，中國公益明星師徒組合代表。
2020年4月8日，范禾文化旗下華納公益音樂人范景翔，城市創作人呂文彬“以愛之名”以行為藝術影像微電影作品《思念頻率》原創精神宣導正向“生命本源，靈魂精神”；兩人被丹麥公益學者譽為“靈魂伴侶、中國公益明星師徒組合代表”。作品亦是中國首作以“靈魂伴侶SOUL MATES”為題材宣導“人本感思”的微電影作品。

## 攝影作品
2018年10月12日，范景翔邀約國際名模張珈瑜赴上海拍攝“《Mycity我的城市》公益專輯”，借由影像作品參與公益。
2018年12月14日，范景翔攜手火石文化、ANDAZ上海新天地安達仕酒店拍攝“Mycity《心力量》公益專輯” ，借由人物、時裝、場景、色彩、線條、結構透過詮釋傳達“由心出發的力量”。
2020年3月9日，公益音樂人范景翔正式擔任―攝影師拍攝為愛掌鏡《范景翔公益影像作品》並受國際公益組織MILLIONS MISSING等之邀以愛之名由“攝影影像作品”傳遞世界城市關懷ME/CFS慢性疲勞社會群體發展公益。首部作品即獲得《Mycity我的城市》之邀首度拍攝城市創作人呂文彬、世界公益之友JO MALONE《信念BELIEF》香氣影像特輯。作品精神表述：“信念”於生命之中反思生命並借由“WHAT IS LOVE? ”的對話宣導“愛即是信念”並在日常生活中，以香氣意識推動“生命芬芳”。

## 音樂作品
| 順序 | 名稱         | 語言   | 發行     | 日期           |
| ---- | ------------ | ------ | -------- | -------------- |
| 1st  | 《在你身旁》 | 普通話 | 華納音樂 | 2018年10月23日 |
| 2nd  | 《一起飛》   | 普通話 | 華納音樂 | 2019年3月11日  |
| 3rd  | 《快樂天堂》 | 普通話 | 華納音樂 | 2019年11月11日 |

## 獎項榮譽
2019年10月，范景翔赴韓國製作《LOVE MUSIC》，獲頒“世界文化公益大使”稱號。
2019年10月18日，范景翔於LOVE MUSIC《2019快樂天堂》新專輯宣傳期間，應邀出席“2019年亞洲國際品牌授權展China International Licensing Expo”，並獲頒亞洲公益大使IP代表。
2020年3月30日，范景翔與呂文彬獲丹麥公益藝術家提名評選為“中國首組公益明星師徒組合團體”。
2020年4月29日，范景翔擔任BOSE公益大使。

## 廣告代言
2019年6月12日，范景翔攜手外灘英迪格酒店分享BOSE無線音悅“幸福露臺早午餐”。

## 外部鏈接
- 范景翔的新浪微博
- 范景翔的Facebook專頁
- 范景翔的Instagram帳戶